# Wohnhaus Ellwürderstraße 15
Das Wohnhaus Ellwürderstraße 15 im niedersächsischen Nordenham-Ellwürden im Landkreis Wesermarsch stammt vom Ende des 19. Jahrhunderts.

Aktuell (2024) wird es als Wohnhaus genutzt.
Das Gebäude steht unter Denkmalschutz (siehe auch Liste der Baudenkmale in Nordenham).

## Beschreibung
Das eineinhalbgeschossige verputzte historisierende giebelständige Gebäude mit Satteldach, Drempel und Mezzaningeschoss sowie den dekorativ gerahmten Fenstern und dem geschossteilenden Gesims wurde um 1890 gebaut. Der seitliche Eingang führt durch einen hölzernen Vorbau. Die ähnlichen Wohnhäuser Nr. 13 und Nr. 17 stammen aus derselben Zeit.
Das Landesdenkmalamt befand zur Bedeutung: „geschichtlich, wissenschaftlich, städtebaulich“.